# 粉红香水月季
粉红香水月季（学名：Rosa odorata var. erubescens）为蔷薇科薔薇屬下的一个变种。

## 扩展阅读
- 維基物種上的相關：粉红香水月季